# Lawrence Oates

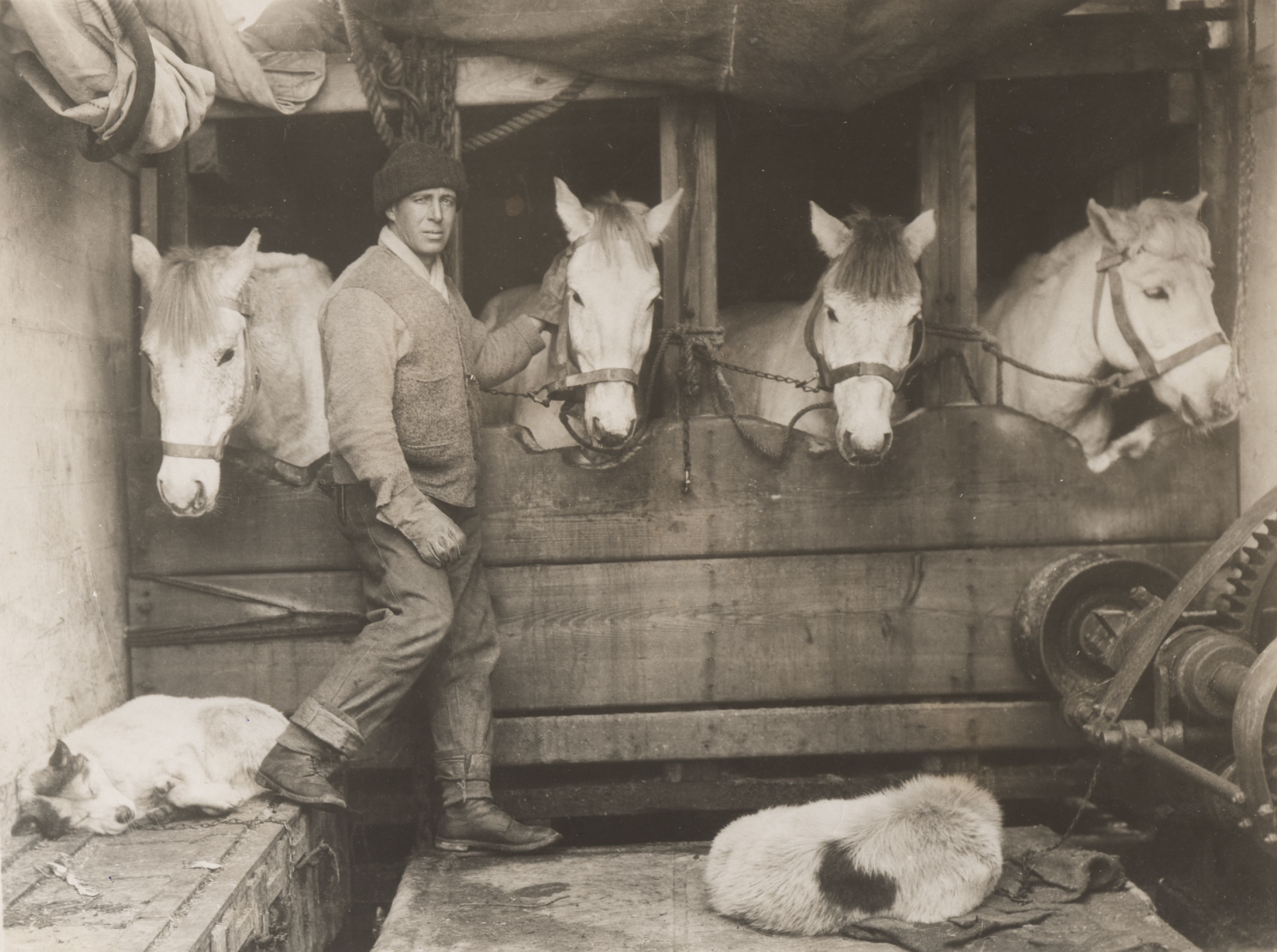
Lawrence Oates, assistent en paardenverzorger van Robert Falcon Scott, 1911

Lawrence Edward Grace Oates (Londen, 17 maart 1880 - Antarctica, 17 maart 1912) was een Brits ontdekkingsreiziger en militair.
Hij maakte, aanvankelijk aangesteld als verzorger van de jakoet paarden, deel uit van de Terra Nova-expeditie van Robert Falcon Scott naar de zuidpool in 1911 en 1912. Deze expeditie slaagde erin de zuidpool te bereiken, maar pas een maand na de Noor Roald Amundsen. Op de terugweg was Oates zo verzwakt dat hij zijn medereizigers ophield. Op 17 maart 1912, zijn verjaardag, besloot hij zich op te offeren. Hij verliet de tent tijdens een sneeuwstorm en werd nooit meer teruggezien.
De laatste woorden die hij tegen zijn medereizigers zei, "I am just going outside and may be some time." ("Ik ga even naar buiten en dat kan wel een tijdje duren.") zijn wereldberoemd geworden en hebben ervoor gezorgd dat hij als held beschouwd wordt.

## Militaire loopbaan
- Indiensttreding British Army: 1898
- Second Lieutenant: 6 april 1900
- Lieutenant: 1902
- Captain: november 1906

## Decoraties
- Queen's South Africa Medal met gespen[1]
- Polar Medal[1]